# Mariana Costa (volley-ball)
Mariana Andrade Costa est une joueuse de volley-ball brésilienne née le 30 juillet 1986 à Campina Grande (Paraíba). Elle mesure 1,81 m et joue au poste de réceptionneuse-attaquante. 

## Biographie
Elle a posé nue dans le numéro juillet 2012 de Playboy.

## Clubs
| Club                    | De        | À         |
| ----------------------- | --------- | --------- |
| Grêmio de Vôlei Osasco  | 2000-2001 | 2005-2006 |
| Esporte Clube Pinheiros | 2006-2007 | 2006-2007 |
| São Caetano             | 2007-2008 | 2007-2008 |
| Mackenzie Esporte Clube | 2008-2009 | 2008-2009 |
| São Caetano             | 2009-2010 | 2009-2010 |
| Macaé Sports            | 2010-2011 | 2010-2011 |
| Minas Tênis Clube       | 2011-2012 | 2011-2012 |
| GR Barueri              | 2013-2014 | 2013-2014 |
| Minas Tênis Clube       | 2014-2015 | 2015-2016 |
| VBC Voléro Zurich       | 2016-2017 | 2016-2017 |
| Osasco Voleibol Clube   | 2017-2018 | 2018-2019 |
| US ProVictoria          | 2019-2020 | 2019-2020 |
| Praia Clube             | 2020-2021 | 2020-2021 |
| Olympiakos SFP          | 2021-2022 | 2021-2022 |

## Palmarès

### Équipe nationale
- Grand Prix mondial
  - Vainqueur : 2016.
- Championnat d'Amérique du Sud
  - Vainqueur : 2015.
- Jeux Panaméricains
  - Finaliste : 2015.

### Clubs
- Championnat du Brésil
  - Vainqueur : 2005.
  - Finaliste : 2006.
- Supercoupe de Suisse
  - Vainqueur : 2016.
- Coupe de Suisse
  - Vainqueur : 2017.
- Championnat de Suisse
  - Vainqueur: 2017.
- Coupe du Brésil
  - Vainqueur : 2018.
- Supercoupe du Brésil
  - Finaliste : 2018.